# Kyros-Zylinder

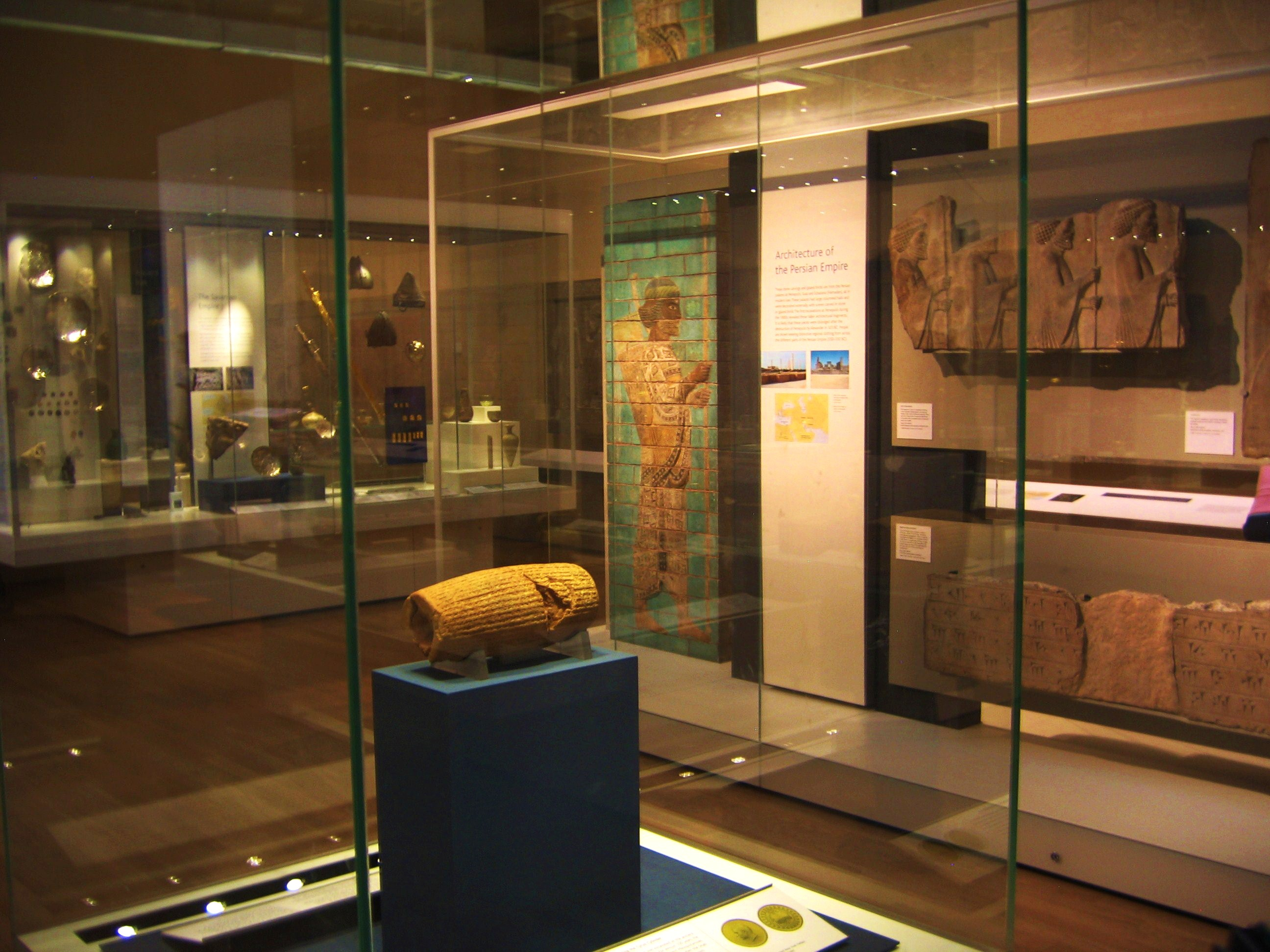
Der Kyros-Zylinder im British Museum in London.

Der Kyros-Zylinder enthält die Proklamation des achämenidischen (altpersischen) Königs Kyros des Großen, die er nach 538 v. Chr. auf einem Tonzylinder abfassen ließ, um seine Machtergreifung in Babylonien zu legitimieren. Der Zylinder befindet sich im British Museum.

## Forschungsgeschichte

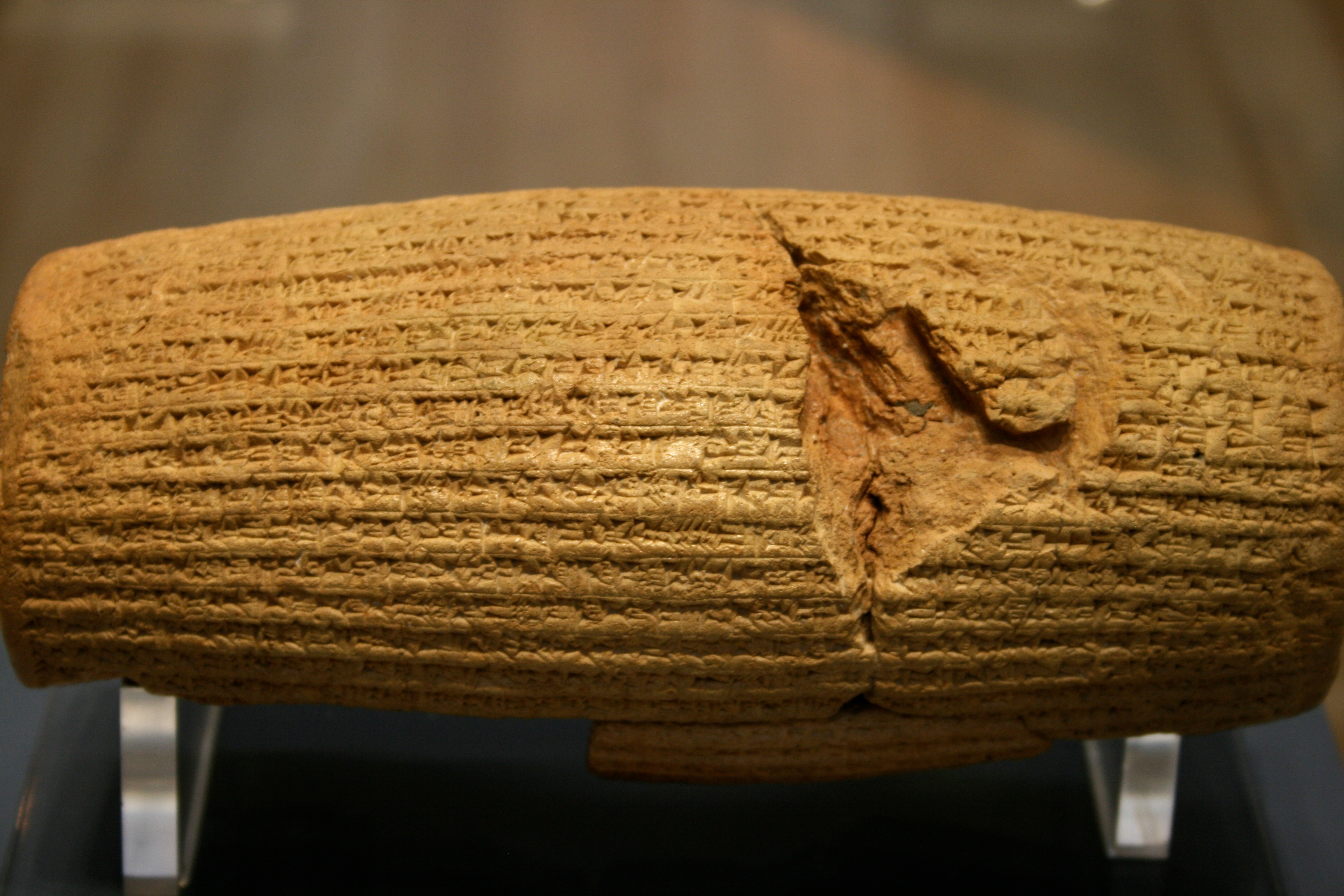
Der Kyros-Zylinder

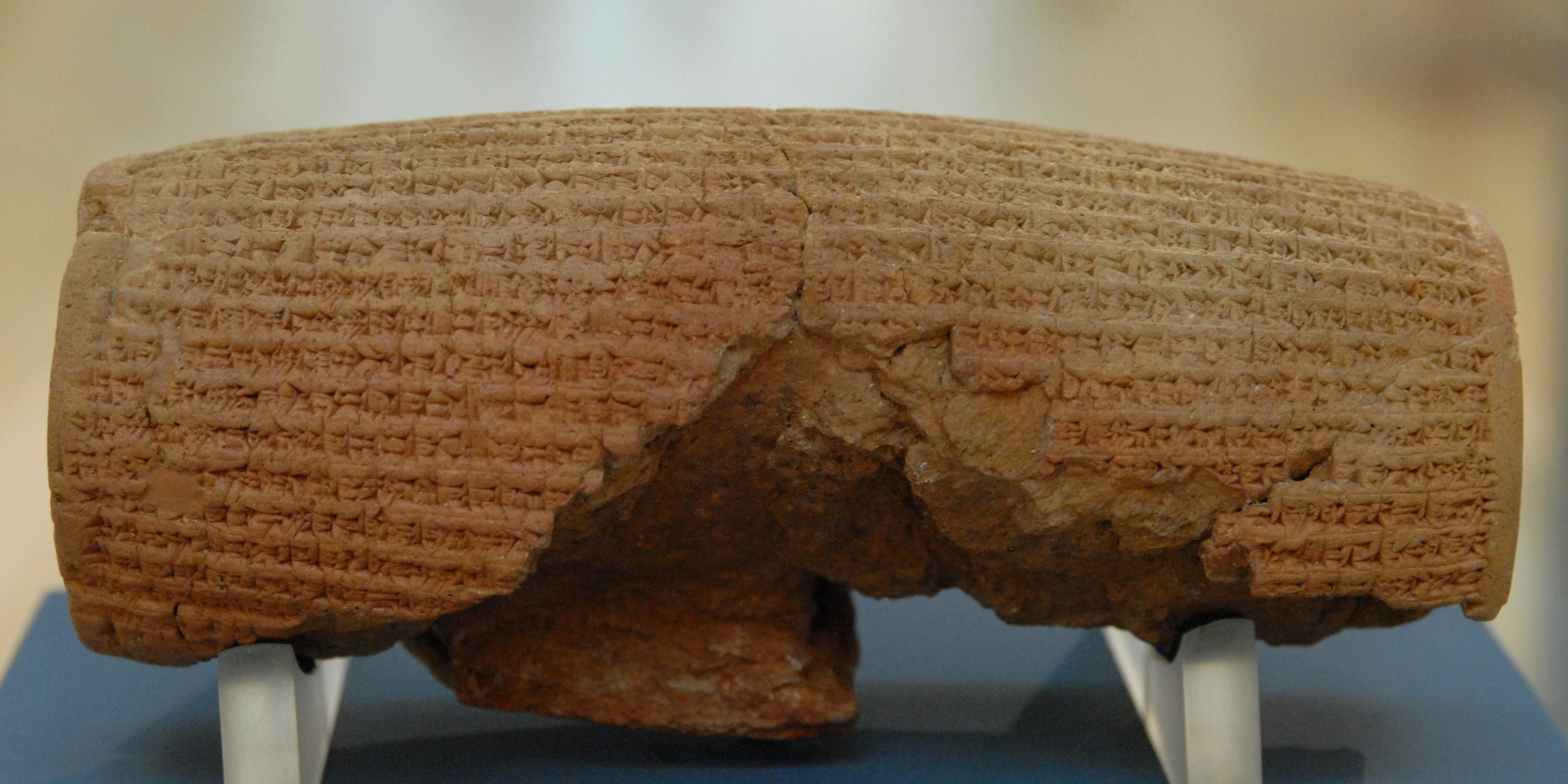
Kyros-Zylinder, andere Seite

Zeile 15–21 des Kyros-Zylinders

Der Kyros-Zylinder wurde 1879 in Babylon entdeckt. Man vermutet, dass er beim Fund vollständig erhalten war, aber bereits vor dem Abtransport von Babylon in zwei Teile zerbrach. Das größere Teilstück gelangte ins British Museum (Inventarnr. BM 90920) und das kleinere wurde ungefähr 25 Jahre später auf dem Kunstmarkt versteigert und in die Yale Babylonian Collection (Inventarnr. NBC 2504) integriert. Die beiden Teile wurden in den 1970er Jahren zusammengefügt und sind seither im British Museum zu sehen. 2009/2010 entdeckten Wilfred George Lambert und Irving Finkel eine Kopie des Textes auf zwei Fragmenten einer Tontafel aus der Sammlung des British Museum (Inventarnr. BM 47134, BM 47176).
Der Zylinder enthält einen keilschriftlichen Text in akkadischer Sprache. Das Teilstück des British Museum wurde 1880 von Henry Rawlinson veröffentlicht, das Stück der Yale Babylonian Collection 1920 von James B. Nies und Clarence E. Keiser.

## Beschreibung
Der Kyros-Zylinder ist ungefähr 22,5 cm lang und hat einen Durchmesser von 10 cm. Der Kern ist aus Ton mit großen grauen Steinschlüssen. Er wurde zuerst als Kegel und danach mit zusätzlichem Ton als Zylinder geformt. Bevor die Schreiber die Keilschriftzeichen auftrugen, wurde nochmals eine feinere Schicht Ton aufgetragen. Zum Schluss wurde der Zylinder im Feuer gehärtet. Seine Datierung wird auf kurz nach 539 v. Chr. festgelegt.
Zylinder wie derjenige von Kyros II. waren in Babylon seit mehr als 2000 Jahren in Gebrauch und wurden in babylonische Bauwerke integriert. Man vermutet, dass der Kyros-Zylinder in der Mauer von Babylon, dem Imgur-Enlil, eingesetzt war. Der Inhalt des Zylinders wurde in babylonischen Archiven und Bibliotheken kopiert und auf andere Objekte wie königliche Statuen und Tafeln übertragen, um ein größeres Publikum zu erreichen. Diese Vermutung wird mit zwei zusätzlichen Tonfragmenten mit dem Inhalt des Kyros Zylinders gestützt.

## Inhalt
„6 Eine Kultordnung, die sich nicht ziemte, redete er (Nabonid) Tag für Tag und als Bosheit stellte er die festen Opfer ein. 7 Die Verehrung Marduks tilgte er in seinem Gemüt. 8 Seine Untertanen richtete er durch ein Joch ohne Erleichterung zugrunde. 9 Auf ihre Klage ergrimmte der Enlil der Götter. 10 Trotz seines Zornes brachte Nabonid die Götter nach Babylon.
11 Nun wandte sich er (Enlil) den Bewohnern von Sumer und Akkad mit Erbarmen zu. 12 Alle Länder musterte er und suchte nach einem gerechten Herrscher. Kyros berief er deshalb zum Herrscher über das gesamte All. 13 Gutium und die Umman-manda unterwarf er seinen Füßen. 14 Marduk, der große Herr, blickte freudig auf seine guten Taten und sein gerechtes Herz. 15  Er (Marduk) befahl ihm (Kyros), nach Babylon zu gehen. Gleich einem Freunde ging er (Marduk) an seiner Seite. 17 Babylon rettete er (Marduk) aus der Bedrängnis. Nabonid, der ihn nicht verehrte, überantwortete er ihm (Kyros). 19 Der Herr (Kyros), der die wandelnden Toten aus ihrer Not befreite und ihnen Gutes antat, so huldigten sie (das Volk) ihm und verehrten seinen Namen.
20 Ich bin Kyros – der König des Weltreichs, der große und mächtige König, der König von Babylonien, der König von Sumer und Akkad, der König der vier Weltsektoren, 21 Sohn des Kambyses, des großen Königs von Anschan, Enkel des Kyros I., Nachkomme des Teispes – dessen Regierung Bel und Nabu liebgewannen. Die (jenseits des Tigris) wohnenden Götter brachte ich zurück. Alle ihre Leute versammelte ich und brachte sie zurück zu ihren Wohnorten. 23 Unter Jubel und Freude schlug ich im Palast des Herrschers in Babylon meinen Königssitz auf. Tag für Tag kümmerte ich mich um die Verehrung von Marduk. 24 Ich ließ dem ganzen Land Sumer und Akkad keinen Störenfried aufkommen. 25 Die Stadt Babylon und alle ihre Kultstätten hütete ich in Wohlergehen. Die Einwohner, die gegen den Willen der dortigen Götter ein nicht ziemendes Joch trugen, 26 ließ ich in ihrer Erschöpfung zur Ruhe kommen. 27 Mich, Kyros, und Kambyses, meinen leiblichen Sohn, sowie alle meine Truppen segnete Marduk, der große Herr.
30 Auf seinen (Marduk) Befehl brachten mir 28 alle Könige, die auf Thronen sitzen, 29 aus allen Weltsektoren, vom oberen Meer bis zum unteren Meer, welche ferne Distrikte bewohnen, alle Könige vom Amurru, die in Zelten wohnen, 30 ihren schweren Tribut, und sie – die 31 Herrscher von Ninive, Aššur, Susa, Akkad, Eschnunna, Der, Zamban und Meturnu bis zum Gebiet von Gutium, der Städte jenseits des Tigris - 30 küssten in Babylon meine Füße.
33 Und die Götter von Sumer und Akkad, die Nabonid zum Zorn der Götter nach Babylon brachte, ließ ich auf Befehl Marduks in ihren Heiligtümern einen Wohnsitz der Herzensfreude beziehen, 34 mögen diese Götter, die ich in ihre Städte zurückbrachte, 35 Tag für Tag vor Bel und Nabu die Verlängerung meiner Lebenszeit befürworten. 37 Eine Gans, zwei Enten und zehn Wildtauben über die Gans lieferte ich reichlich. 38 Die Mauer Imgur Enlil, die große Mauer von Babylon, sie zu verstärken, darum kümmerte ich mich. 39 Die Kaimauer am Ufer des Grabens, die ein früherer König gebaut hatte, ohne die Arbeiten daran abzuschließen, 40 befestigte ich nach außen. Was kein früherer König getan hatte, 41 den Tempel von […] baute ich neu und schloss die Arbeit daran ab. 42 […] mit Bronzeverkleidung, Türschwellen und Türzapfen […] in ihren Toren. 43 Einen Temennu mit dem Namen Assurbanipals erblickte ich.“

Zusammenfassung
Nabonidus, der König von Babylon, ist ein lästernder Tyrann und hat Marduk und die Götter vor den Kopf geschlagen, die Schreine vernachlässigt und das Volk unterjocht. Der barmherzige Marduk wählt Kyros II. als Retter vor der Tyrannei von Nabonidus. Ohne Kampf fällt die heilige Stadt Babylon mit der Unterstützung von Marduk in die Hände von Kyros II. Nabonidus wird gefangen genommen. Kyros II. stellt sich selbst als König mit königlichen Vorfahren vor. Er wird König von Babylon und empfängt die Tribute der Welt in Babylon. Er setzt die Götter von verschiedenen östlichen Regionen in ihren Tempeln wieder ein, die babylonische Könige weggebracht hatten. Das Gleiche macht er mit den babylonischen Göttern, die von Nabonidus in die Hauptstadt gebracht wurden. Kyros II. erhöht die Opfergaben für Marduk und stellt die Mauer von Babylon wieder her.

## Historischer Bezug
Der Kyros-Zylinder gehört zu den Verteidigungsreden, wie sie im Vorderen Orient verbreitet waren. Die Kernaussage der Reden war jeweils, dass der vorherige König nie eine göttliche Unterstützung gehabt oder sie verloren hätte. Diese Argumentation ist bei Nabonidus belegt, als er Lābāši-Marduk bezichtigte, kein angemessenes Verhalten zu zeigen und dieser ohne göttliches Einverständnis den Thron bestiegen hätte. Ebenso argumentierte Sargon II. gegen Salmānu-ašarēd V., der den Herrscher des Universums (Marduk) nicht gefürchtet und sein Volk wie Leibeigene behandelt hätte.
Im Vorderen Orient waren heilige Städte wie Aššur, Nippur oder Babylon privilegiert. Sie mussten keine Steuern zahlen und dem König keine Dienstleistungen erbringen. Durch die Bevorzugung von Sin durch Nabonidus verloren verschiedene Städte und Tempel ihre Privilegien. Nabonidus war in der Folge in einer jahrelangen Pattsituation mit der Priesterschaft von Marduk gefangen. Die babylonische Priesterschaft löste schlussendlich die Situation auf, indem sie die Tore Babylons für Kyros II. öffnete und ihn als Retter vom Tyrannen Nabonidus darstellte. Die Inschrift auf dem Kyros-Zylinder ist eine „brilliante“ Schöpfung der ausgereiften Schreiber von Babylonien im Namen von Kyros II.
Auf Zeile 43 des Kyros Zylinders wird eine Inschrift von Assurbanipal erwähnt, die von Kyros II. während der Restauration der Mauer von Babylon gefunden wurde. Es handelte sich wahrscheinlich um einen von vielen Zylindern, die von Assurbanipal, der die Mauer bereits restauriert hatte, in die Mauer eingelassen wurden. Die Zylinder der Könige Kyros II. und Assurbanipals ähneln sich äußerlich. Beide sind aus massivem Lehm mit Zeilen, die sich über die ganze Breite hinziehen. Zylinder aus der spätbabylonischen Zeit sind dagegen in zwei oder drei Spalten unterteilt. Mit der namentlichen Erwähnung von Assurbanipal im Kyros-Zylinder ist es deshalb naheliegend zu vermuten, dass sich Kyros II. als Nachfolger von assyrischen Königen verstand und nicht von babylonischen.
Die literarischen Modelle des Kyros Zylinders dagegen weisen auf den babylonischen Schöpfungs-Mythos Enūma eliš und die Esagil-Chroniken hin. Marduk als Retter von Babylon, der König als Versorger der Schreine, Marduk, der sein (Kyros II.) gutes Herz und seine guten Taten sah, all diese Aussagen stammen zum Teil wortgetreu abgebildet aus dem Schöpfungs-Mythos.
Für Babylonier war die Stadt Anschan mit zwei Verwüstungen von Babylon verbunden, einmal durch Šutruk-Naḫḫunte II. im 12. Jahrhundert v. Chr. und ein früheres Mal während der Herrschaft von Ibbi-Sin. Es lag an den Schreibern von Babylon, diese Erinnerungen zu tilgen und in ein Wunder, verursacht durch Marduk, zu verwandeln. Basierend auf den babylonischen Schriften von Enūma eliš und den Esagil-Chroniken hatten sich „vor den Augen der Babylonier ihre heiligen Schriften erfüllt.“

### Esagil-Chroniken
Die Esagil-Chroniken stammen von der Priesterschaft des Marduk. Ihre Spuren können bis ins späte 3. Jahrtausend v. Chr. beziehungsweise das frühe 2. Jahrtausend v. Chr. zurückverfolgt werden. Die Chronik soll die babylonischen Könige belehren, welchen Status Marduk hat und wie die Könige ihn angemessen verehren können. Marduk dürfe nicht ignoriert werden und man dürfe sich ihm nicht entgegenstellen. Unter den Sünden eines Königs laufen Vergehen gegen die heilige Stadt von Babylon, sein Volk und das Verweigern von Opfern an Marduk. In einem kurzen Überblick werden vergangene Könige nach ihren Taten gemessen. Gute Könige hätten ein gutes Leben gehabt und die Welt regiert, schlechte dagegen seien abgesetzt oder getötet worden. Von den vierzehn gelisteten Königen werden drei als gut bezeichnet (Gilgamesch von Uruk, Kubaba von Kiš und Šu-Sin von Ur), zwei hatten sich von gut nach schlecht verändert (Sargon von Akkad, Utuḫengal), einer war armselig (Ibbi-Sin) und der Rest war schlecht (Akka, Enmerkar, Puzur-ili, Ur-Zababa, Naram-Sin, die Gutiäer, Šulgi, Amar-Suena). Nach der Charakterisierung der Könige folgten die Bestrafungen in Form von Tod, Lepra, Schlaflosigkeit, Verlust der Herrschaft und fremden Invasionen. Die Chronik mündet in der Katastrophe von Ibbi-Sin, bei dem der zornige Marduk Babylonien verstieß und das Land vom Osten überrannt wurde. Die Götter verließen daraufhin ihre Schreine, gingen ins Exil und überließen das Land seinen Zerstörern.

## Rezeption
Ende der 1960er Jahre erlangte der Kyros-Zylinder einen neuen Bekanntheitsgrad, als der letzte Schah von Persien, Mohammad Reza Pahlavi, zum 2500. Geburtstag der iranischen Monarchie behauptete, der Kyros-Zylinder sei weltweit die erste Erklärung der Menschenrechte, und deren Geburtsort sei demnach der Iran gewesen. Unter dem Schah wurde der Zylinder zu einem Symbol seiner neu geschaffenen nationalen Identität. Seine damalige Werbekampagne war so erfolgreich, dass in deutschen Schulbüchern Kyros II. sogar als Pionier für Menschenrechte bezeichnet wurde.